# Karmin
Karmin kan beteckna både en färgnyans och ett mörkt rött färgämne även kallat koschenill.

## Färgnyans
Karmin används även som en generell term för röda, speciellt mörkröda, färger. Någon färg med namnet karmin finns inte bland de ursprungliga HTML-färgerna eller webbfärgerna (X11). I andra källor ges carmine färgkoordinaterna i boxen härintill..

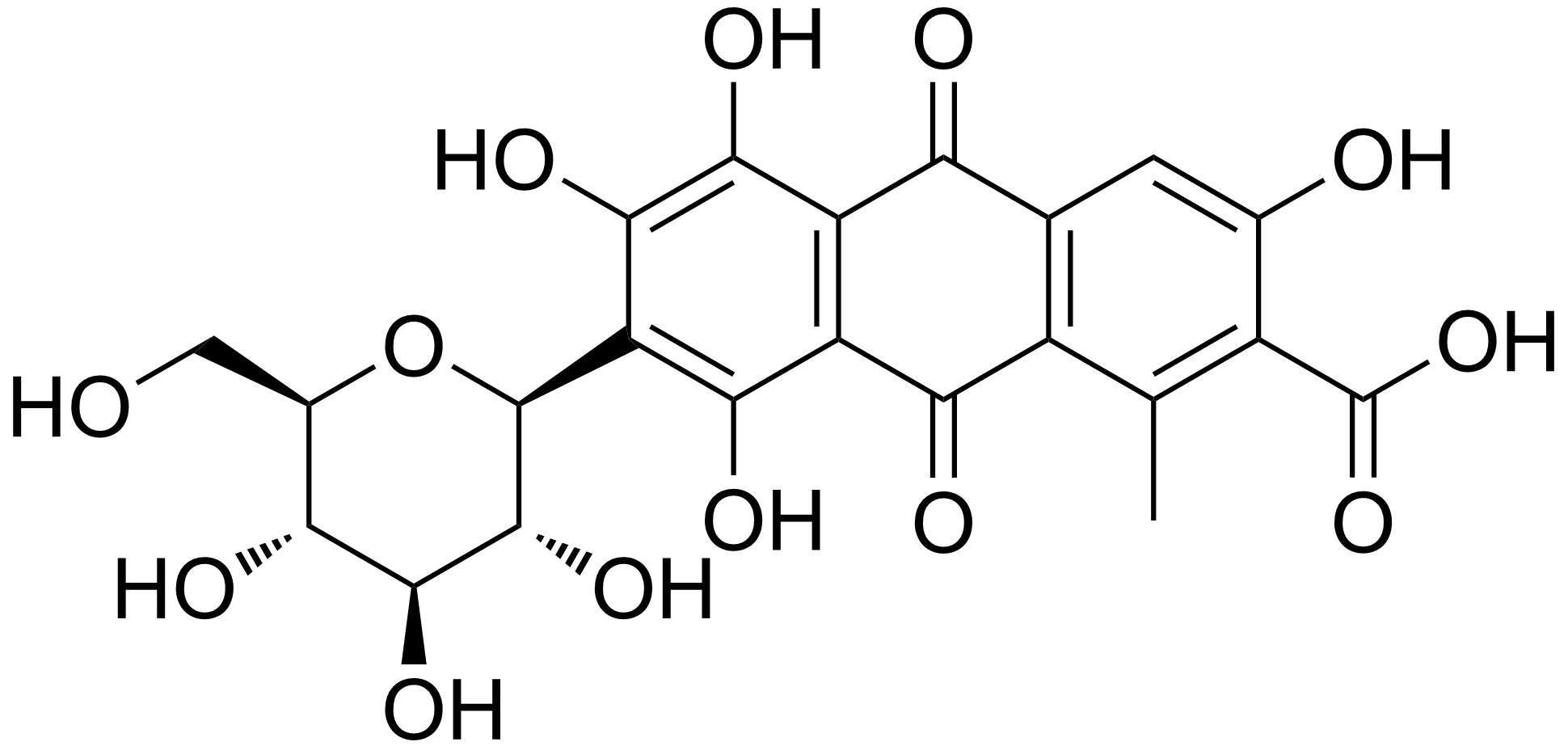
Strukturformel karminsyra

## Färgämne
Färgämnet får sin röda färg från karminsyra (C22H20O13; E-nummer E120) som förekommer naturligt i  koschenillsköldlöss (Dactylopius coccus) och framställs genom att lushonor torkas och krossas. Det används i växtfärgning med traditionella metoder samt i godis, läskedrycker, smink, färgprodukter, korv med mera.  
Det råder en viss begreppsförvirring kring färgämnets namn. Beteckningarna karmin och karmosin används ofta synonymt, men kan också syfta på snarlika färgämnen utvunna ur olika lusarter.
När det används som pigment inom måleriet kallas färgämnet ibland för florentinlack eller florentinerlack. Det har då formen av ett färglack som framställs genom att man  sätter ett avkok på koschenill till nyss fällt aluminiumhydroxid samt tvättar ur och torkar fällningen. Man kan också koka koschenill med alunlösning och fälla extraktet med soda eller pottaska. Florentinlack utskeppades förr huvudsakligen från Florens (därav namnet) och har vanligen utseendet av små toppformiga, lätta korn, vilka bör ha djup röd färg och vara lätt rivbara till ett fint pulver. Ju mera aluminiumoxid varan innehåller, dess sämre är den. En sådan sämre sort kallas kugellack och är vanligen ljusare till färgen, såvida inte färgämnet blivit förfalskat med krapp eller färnbock. Namnet florentinerlack kan även syfta på andra röda färglacker.
Karminsyra är olösligt i vatten och alkohol.  Kemiskt är det ett antrakinonderivat. I det internationella Colour Index har det beteckningarna C.I. Natural Red 4 (NR4) och C.I. 75470. 